# Феррейра Родригес, Жозе Луис
Жозе́ Луис Феррейра Родригес (порт.-браз. José Luiz Ferreira Rodrigues; род. 6 июля 1946, Порту-Алегри), более известный как Зека (порт.-браз. Zeca) — бразильский футболист, левый защитник.

## Карьера
Зека начал карьеру в молодёжном составе клуба «Гремио» в 1964 году. В то время основными игроками краев обороны были Ортуньо и Эвералдо. Когда Ортуньо получил травму, Зека получил шанс для игры в основном составе. 14 января 1968 года он дебютировал в основе команды в товарищеской игре с командой «Ветерано» (5:0). 4 марта он сыграл первый официальный матч за «Гремио» с «Кашиасом» (6:3) в чемпионате штата Риу-Гранди-ду-Сул. В том же сезоне Зека отпраздновал победу в этом турнире, в розыгрыше которого провёл 14 матчей. А всего за «Гремио» он сыграл в 19 встречах.
В 1969 году Зека стал игроком «Палмейраса». Он стал частью сделки по переходу в стан «Гремио» Тупанзиньо. Сам же «Палмейрас» решал проблему ухода из команды левого защитника Жилберто Феррари. 9 января 1969 года Зека дебютировал в составе команды в матче Золотого кубка Мар-дель-Платы с МТК (1:2). 23 января на том же турнире он забил гол, поразив ворота «Боки Хуниорс» (2:0). В первом же сезоне Зека выиграл трофей Рамона де Каррансы и стал обладателем Кубка Роберто Гомеса Педрозы. В 1972 году, с приходом на пост главного тренера «Палмейраса» Освалдо Брандана, клуб выиграл два чемпионата Бразилии и два титула сильнейшей команды штата. А сам игрок демонстрировал самую лучшую форму в жизни.
В 1975 году Зека получил серьёзную травму мениска правого колена. Ему сделали неудачную операцию. Он долгое время вообще не выходил на поле, из-за чего впал в депрессию и похудел на 15 кг. Ему помог одноклубник Дуду, последователь учения Аллана Кардека, который смог мотивировать Зеку на дальнейшее лечение. В 1977 году защитник вернулся на поле. Зека выступал в составе «Палмейраса» до конца сезона. Последний матч за клуб он провёл 26 октября против команды «Спорт Ресифи» (2:0). А всего за «Палмейрас» сыграл в 395 матчах и забил 8 голов, по другим данным 396 матчей. Затем он играл за «Марилию», а завершил карьеру в клубе «Эспортиво» из Бенту-Гонсалвиса.
Завершив игровую карьеру, Зека возвратился в «Гремио». Он работал в тренерском штабе клуба много лет, а также несколько раз в качестве исполняющего обязанности становился главным тренером команды. С 1996 по 2000 год Зека трудился в Японии. С 1999 по 2000 год он являлся главным тренером «Кавасаки Фронтале».

## Статистика
| Сезон | Клуб      | Лига     | Чемпионат | Чемпионат | Чемпионат штата | Чемпионат штата | Международные | Международные | Прочие | Прочие | Всего | Всего |
| Сезон | Клуб      | Лига     | Игры      | Голы      | Игры            | Голы            | Игры          | Голы          | Игры   | Голы   | Игры  | Голы  |
| ----- | --------- | -------- | --------- | --------- | --------------- | --------------- | ------------- | ------------- | ------ | ------ | ----- | ----- |
| 1968  | Гремио    | Робертан | —         | —         | 14              | 0               | —             | —             | —      | —      | 14    | 0     |
| 1969  | Палмейрас | Робертан | 15        | 0         | 15              | 1               | 6             | 1             | 0      | 0      | 36    | 2     |
| 1969  | Палмейрас | Робертан | 3         | 0         | 8               | 0               | —             | —             | 4      | 0      | 15    | 0     |
| 1971  | Палмейрас | Серия А  | 16        | 0         | 6               | 0               | 1             | 0             | 0      | 0      | 23    | 0     |
| 1972  | Палмейрас | Серия А  | 30        | 1         | 22              | 1               | 8             | 0             | 0      | 0      | 60    | 2     |
| 1973  | Палмейрас | Серия А  | 40        | 0         | 22              | 0               | 1             | 0             | 7      | 0      | 70    | 0     |
| 1974  | Палмейрас | Серия А  | 23        | 1         | 22              | 0               | 0             | 0             | 8      | 2      | 53    | 3     |
| 1975  | Палмейрас | Серия А  | 3         | 0         | 23              | 0               | 0             | 0             | 0      | 0      | 26    | 0     |
| 1976  | Палмейрас | Серия А  | 0         | 0         | 0               | 0               | 0             | 0             | 0      | 0      | 0     | 0     |
| 1977  | Палмейрас | Серия А  | 3         | 0         | 17              | 0               | 0             | 0             | 2      | 0      | 22    | 0     |

1. ↑  В графу «Международные» входят матчи Кубка Либертадорес, Золотого кубка Мар-дель-Платы[исп.], Кубка Атлантики, Трофея города Сарагосы[исп.], трофея Рамона де Каррансы
2. ↑  В графу «Прочие» входят матчи  Кубка города Сан-Паулу, Кубка губернатора штата Сан-Паулу[порт.]
3. ↑  Турнир продолжался до 28 февраля 1974

## Достижения
- Чемпион штата Риу-Гранди-ду-Сул: 1968
- Обладатель трофея Рамона де Каррансы: 1969, 1974
- Победитель Кубка Роберто Гомеса Педрозы: 1969
- Чемпион Бразилии: 1972, 1973
- Чемпион штата Сан-Паулу: 1972, 1974

## Личная жизнь
У Зеки три сына — Сандро, Рикардо и Андре.